# Bochum Hauptbahnhof
Bochum Hauptbahnhof ist der wichtigste Bahnhof der Stadt Bochum und zentraler Knotenpunkt aller öffentlichen Stadtverkehrsmittel. Er wurde ab 1955 neu errichtet und 1957 seiner Bestimmung übergeben. Mit seinem Empfangsgebäude im Stil der Nachkriegsmoderne gilt er als einer der bedeutendsten deutschen Bahnhofsneubauten der 1950er Jahre.

## Verkehrsstation

### Eisenbahnverkehr
An den vier Mittelbahnsteigen mit insgesamt acht Gleisen halten Züge der S-Bahn Rhein-Ruhr, des Regional- und des Fernverkehrs.
Im Regelbetrieb verkehrt die Glückauf-Bahn Richtung Gelsenkirchen sowie der Vest-Ruhr-Express Richtung Haltern am See auf Gleis 1. Alle anderen Regional- und Fernverkehrszüge auf den Gleisen 3–4 Richtung Essen und auf den Gleisen 5–6 Richtung Dortmund oder Witten. Die Züge der S-Bahn Rhein-Ruhr verkehren auf den Gleisen 7–8.

#### Fernverkehr
| Linie            | Linienverlauf | Takt          |
| ---------------- | --- | ------------- |
| ICE 10           | Berlin Ostbf – Hannover – Dortmund – Bochum – Essen – Duisburg – Düsseldorf – Köln/Bonn Flughafen                                                                                        | 60 min        |
| IC/EC 30         | (Westerland –) Hamburg-Altona – Münster – Dortmund – Bochum – Essen – Duisburg – Düsseldorf – Köln – Koblenz – Mannheim – Stuttgart / (– Freiburg – Basel – Zürich – Chur)               | einzelne Züge |
| ICE 32, IC/EC 32 | (Berlin Südkreuz – Hannover –) Dortmund – Bochum – Essen – Duisburg – Düsseldorf – Köln – Koblenz – Mannheim – Stuttgart (– Lindau-Reutin – Innsbruck / München – Salzburg – Klagenfurt) | einzelne Züge |
| ICE 41           | Dortmund – Bochum – Essen – Duisburg – Düsseldorf – Köln Messe/Deutz – Frankfurt Flughafen – Frankfurt – Würzburg – Nürnberg – München                                                   | einzelne Züge |
| ICE 42           | Dortmund – Bochum – Essen – Duisburg – Düsseldorf – Köln – Siegburg/Bonn – Frankfurt Flughafen – Mannheim – Stuttgart – München                                                          | 120 min       |
| ICE 47           | Dortmund – Bochum – Essen – Duisburg – Düsseldorf – Köln Messe/Deutz – Frankfurt Flughafen – Mannheim – Stuttgart                                                                        | einzelne Züge |

Einzelne, über die gewöhnlichen Laufwege der Linien hinausführende Züge sind hier ebenso wie Verstärkungszüge am Wochenende nicht aufgeführt.

#### Nahverkehr
| Linie       | Linienverlauf | Takt                                              | Betreiber        |
| ----------- | --- | ------------------------------------------------- | ---------------- |
| RE 1 (RRX)  | NRW-Express: Aachen Hbf – Aachen-Rothe Erde – Eilendorf (ein Zugpaar) –Stolberg (Rheinl) Hbf – Eschweiler Hbf – Langerwehe – Düren – Horrem – Köln-Ehrenfeld – Köln Hbf – Köln Messe/Deutz – Köln-Mülheim – Leverkusen Mitte – Düsseldorf-Benrath – Düsseldorf Hbf – Düsseldorf Flughafen – Duisburg Hbf – Mülheim (Ruhr) Hbf – Essen Hbf – Wattenscheid – Bochum Hbf – Dortmund Hbf – Dortmund-Scharnhorst (nicht stündlich, im Wechsel mit Nordbögge) – Dortmund-Kurl – Kamen-Methler – Kamen – Bönen-Nordbögge (nicht stündlich, im Wechsel mit Dortmund-Scharnhorst) – Hamm (Westf) Hbf Stand: Fahrplanwechsel Dezember 2023 | 60 min                                            | National Express |
| RE 6 (RRX)  | Rhein-Weser-Express: Köln/Bonn Flughafen – Köln Hbf – Dormagen – Neuss Hbf – Düsseldorf-Bilk – Düsseldorf Hbf – Düsseldorf Flughafen – Duisburg Hbf – Mülheim (Ruhr) Hbf – Essen Hbf – Wattenscheid – Bochum Hbf – Dortmund Hbf – Kamen – Hamm (Westf) Hbf – Heessen – Ahlen (Westf) – Beckum-Neubeckum – Oelde – Rheda-Wiedenbrück – Gütersloh Hbf – Bielefeld Hbf – Herford – Löhne (Westf) – Bad Oeynhausen – Porta Westfalica – Minden (Westf) Stand: Fahrplanwechsel Dezember 2023 | 60 min                                            | National Express |
| RE 11 (RRX) | Rhein-Hellweg-Express: Kassel-Wilhelmshöhe – Hofgeismar – Warburg (Westf) – Willebadessen – Altenbeken – Paderborn Hbf – Lippstadt – Soest – Hamm (Westf) Hbf – Kamen – Dortmund Hbf – Bochum Hbf – Wattenscheid – Essen Hbf – Mülheim (Ruhr) Hbf – Duisburg Hbf – Düsseldorf Flughafen – Düsseldorf Hbf Abschnitt Düsseldorf–Hamm entfällt aufgrund einer angespannten Personalsituation bis auf einzelne Fahrten. Stand: Februar 2025 | 60 min                                            | National Express |
| RE 16       | Ruhr-Lenne-Express: Essen Hbf – Wattenscheid – Bochum Hbf – Witten Hbf – Wetter (Ruhr) – Hagen Hbf – Hohenlimburg – Iserlohn-Letmathe – Letmathe-Dechenhöhle – Iserlohn Stand: Fahrplanwechsel Dezember 2023 | 60 min                                            | VIAS             |
| RB 40       | Ruhr-Lenne-Bahn: Essen Hbf – Essen-Kray Süd – Wattenscheid – Bochum Hbf – Witten Hbf – Wetter (Ruhr) – Hagen-Vorhalle – Hagen Hbf Stand: Fahrplanwechsel Dezember 2021 | 60 min                                            | DB Regio         |
| RE 41       | Vest-Ruhr-Express: Bochum Hbf – Bochum West – Recklinghausen Süd – Recklinghausen Hbf – Marl-Sinsen – Haltern am See Fahrplanwechsel Dezember 2024 | 60 min                                            | DB Regio         |
| RB 46       | Glückauf-Bahn: Gelsenkirchen Hbf – Wanne-Eickel Hbf – Bochum-Riemke – Bochum-Hamme – Bochum West – Bochum Hbf Stand: Fahrplanwechsel Dezember 2021 | 30 min (wochentags) 60 min (Wochenende/Feiertage) | DB Regio         |
| S 1         | Solingen Hbf – SG-Vogelpark – Hilden Süd – Hilden – D-Eller – D-Eller Mitte – D-Oberbilk – D-Volksgarten – Düsseldorf Hbf – D-Wehrhahn – D-Zoo – D-Derendorf – D-Unterrath – D-Flughafen – Angermund – DU-Rahm – DU-Großenbaum – DU-Buchholz – DU-Schlenk – Duisburg Hbf – MH-Styrum – Mülheim (Ruhr) Hbf – E-Frohnhausen – Essen West – Essen Hbf – E-Steele – E-Steele Ost – E-Eiberg – Wattenscheid-Höntrop – BO-Ehrenfeld – Bochum Hbf – BO-Langendreer West – BO-Langendreer – DO-Kley – DO-Oespel – DO-Universität – DO-Dorstfeld Süd – DO-Dorstfeld – Dortmund Hbf Stand: Fahrplanwechsel Dezember 2023                   | 30 min 15 min (Essen–Dortmund wochentags)         | DB Regio         |

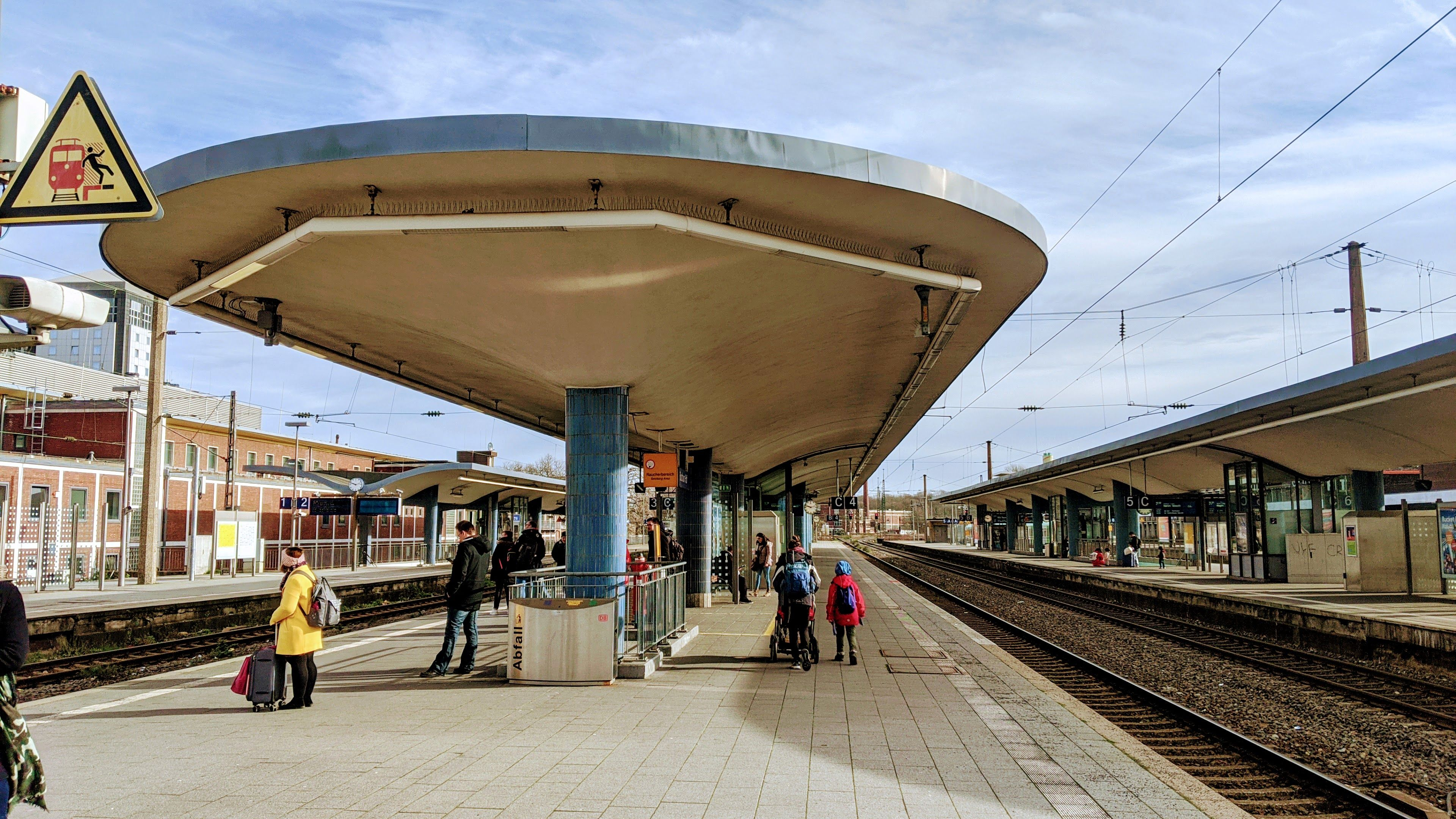
Bahnsteigansicht mit zeittypischer Überdachung

Im Bochumer Hauptbahnhof treffen die Bahnstrecken Witten/Dortmund–Oberhausen/Duisburg und Bochum–Gelsenkirchen aufeinander.
Gleis 2 verbindet den größtenteils stillgelegten Bochumer Güterbahnhof mit dem Abzweig Prinz von Preußen auf der Strecke vom Nordbahnhof zum Bahnhof Langendreer. Neben einer seit 2009 planmäßigen Fahrt der Glückauf-Bahn um 05:34 Uhr dient es einzelnen Zugdurchfahrten sowie als Ausweichgleis bei Betriebsstörungen.
Sowohl im VRR als auch auf kommunaler Ebene wurde über die Schaffung einer neuen Verbindung von Recklinghausen nach Bochum diskutiert. Diese soll, nach Vorstellung der Bürger und der Politik, den Berufsverkehr auf der überlasteten Autobahn 43 auf die Schiene bringen und somit eine echte Alternative für Pendler darstellen.
Der Vest-Ruhr-Express (Linie RE 41) Haltern am See – Recklinghausen – Bochum geht am 7. Januar 2024 an den Start und wird bis Dezember 2026 von der DB Regio AG mit Fahrzeugen vom Typ Flirt3XL betrieben. Baustellenbedingt ist eine Betriebsaufnahme zum Fahrplanwechsel am 9. Dezember 2023 nicht möglich.
Die neue Linie RE 41 (Bochum – Recklinghausen – Haltern am See) sollte im Dezember 2023 an den Start gehen, nachdem dies zunächst Ende 2022, dann im Sommer 2023 geplant war. Die Fahrten sollen im Stundentakt, wochentags von 5 bis 23 Uhr (samstags ab 6 Uhr, sonntags ab 7 Uhr) angeboten werden, wobei nur in Recklinghausen Süd, Recklinghausen Hbf und Marl-Sinsen Zwischenhalte stattfinden. Eine Verlängerung nach Witten und Hagen gilt als perspektivische Überlegung, auch eine Fortführung über Hagen hinaus bis Köln Hbf (über Wuppertal und Solingen) findet sich auf der Zielnetzgrafik 2040. Dort findet sich auch eine Verlängerung über Haltern am See hinaus bis Münster (Westf.), die dann auch Dülmen direkt anschließen würde.

### Stadtbahn Bochum

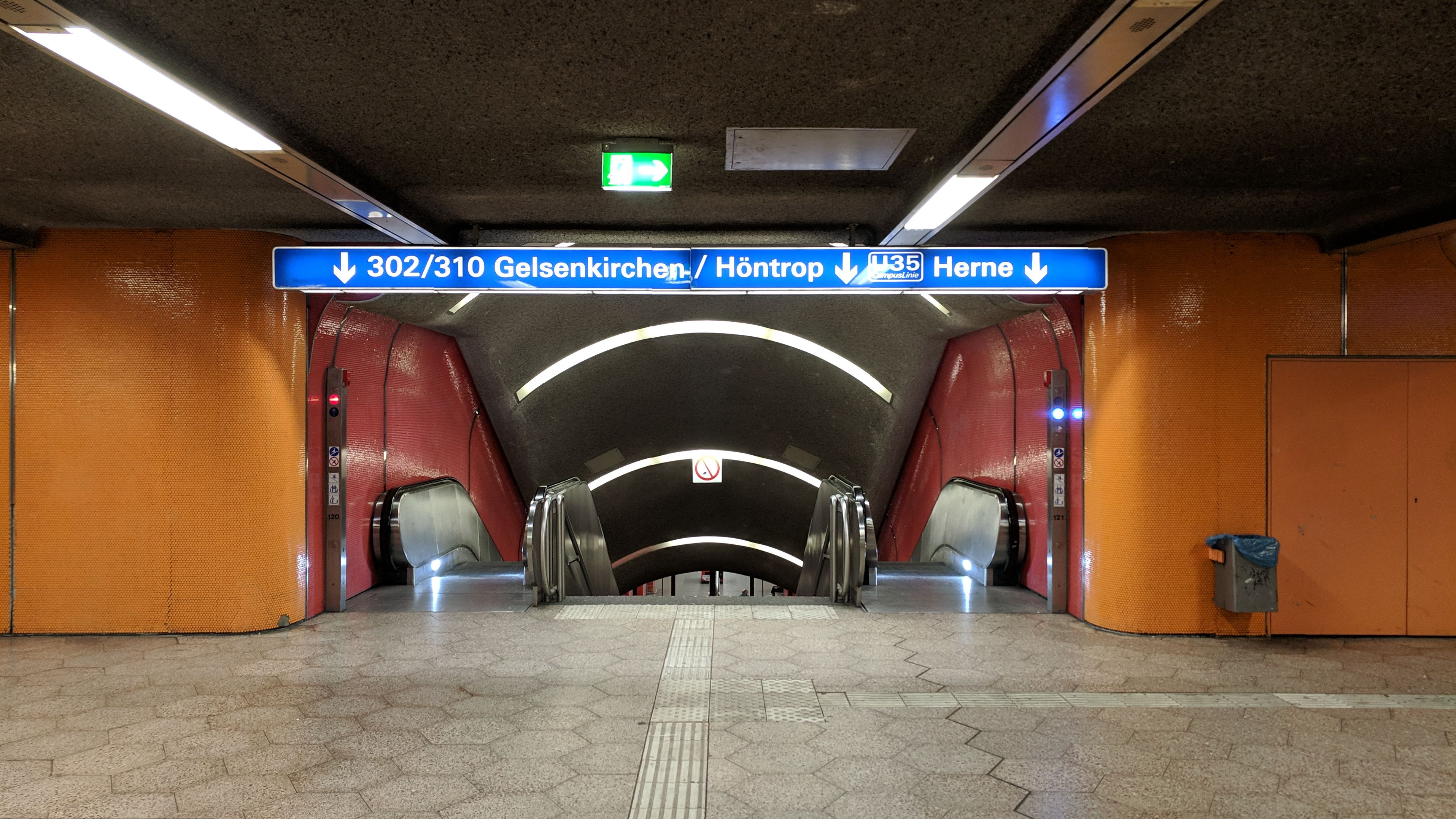
Zugang zur U35 nach Herne und zu den Straßenbahnen 302/305/310

Die sechsgleisige Stadtbahn-Station Bochum Hauptbahnhof stellt den wichtigsten Kreuzungspunkt zwischen den Bochumer Linien dar. Am Buddenbergplatz, dem Südeingang des Hauptbahnhofs, sind Betriebsleitstelle und technische Leitstelle der Bochum-Gelsenkirchener Straßenbahnen AG (BOGESTRA) untergebracht.
Die erste unterirdische Ebene „−1“ ist eine Verteilerebene. Auf der Ebene „−2“, unter dem Bahnhofsvorplatz, liegen die Seitenbahnsteige für zwei meterspurige Gleise, auf denen die Straßenbahnlinien 306, 308, 316 und 318 verkehren. In der Ebene „−3“, tief unter dem eigentlichen Hauptbahnhof, liegen die beiden Mittelbahnsteige Fahrtrichtung Bochum Rathaus bzw. Richtung Ruhr-Universität und Laer. Dabei befinden sich innen die normalspurigen Gleise für die Linie U 35, außen die meterspurigen Gleise für die Straßenbahnlinien 302, 305 und 310.
Linienverlauf der Straßenbahnlinien und der U35 CampusLinie:
Alle Straßenbahnlinien sowie die U-Bahn-Linie U 35 werden von der BOGESTRA betrieben. Fahrzeiten sind den Fahrplänen zu entnehmen.
| Linie   | Verlauf / Anmerkungen | Takt (Mo–Fr)                                                  |
| ------- | --- | ------------------------------------------------------------- |
|         | U Herne, Schloß Strünkede1 – U Herne Bf – U Herne Mitte – U Archäologie-Museum/Kreuzkirche – U Hölkeskampring – U Herne, Berninghausstraße – U Bochum, Rensingstraße – U Riemke Markt2 – U Zeche Constantin – U Feldsieper Straße – U Deutsches Bergbau-Museum – U Bochum Rathaus (Nord) – Bochum Hbf – U Oskar-Hoffmann-Straße – U Waldring – Wasserstraße – Brenscheder Straße – Markstraße – Gesundheitscampus – Ruhr-Universität – Lennershof BO – Bochum Hustadt (TQ)3 Die Linie U 35 heißt auch „CampusLinie“ | 10 min (1–2) 05 min (2–3)                                     |
| 302     | Gelsenkirchen-Buer Rathaus – Gelsenkirchen, Veltins-Arena – Gelsenkirchen-Schalke – Musiktheater – U Heinrich-König-Platz – U Gelsenkirchen Hbf – Gelsenkirchen-Ückendorf – Bochum-Wattenscheid, August-Bebel-Platz – Stahlhausen Wattenscheider Str. – U Bochumer Verein/Jahrhunderthalle – U Rathaus (Süd) – U Bochum Hbf – U Lohring – Altenbochum Kirche – Bochum-Laer Mitte – (Mark 51° 7 – Langendreer Markt – Langendreer ) / O-Werk                                                                         | 7/8 min (Buer–Laer) 15 min (Laer–Langendreer und Laer–O-Werk) |
| 305     | Bochum-Wattenscheid Höntrop Kirche – Stahlhausen Wattenscheider Str. – U Bochumer Verein/Jahrhunderthalle – U Rathaus (Süd) – U Bochum Hbf – U Lohring – Altenbochum Kirche – Bochum-Laer Mitte – Mark 51° 7 – Langendreer Markt – Langendreer | 30 min                                                        |
| 306     | Wanne-Eickel Hbf – Eickel Kirche – Eickel Auf der Wenge – Bochum-Hofstede – Bochum-Hamme Amtsstr. – Bochum Rathaus – U Bochum Hbf | 15 min                                                        |
| 308 318 | Hauptlinienweg: Bochum-Gerthe Schürbankstraße – Gerthe Mitte – Heinrichstr. – Harpen – Vonovia Ruhrstadion – U Planetarium – U Bochum Hbf – U Bermuda3eck/Musikforum – U Schauspielhaus – Bergmannsheil – Weitmar – Linden Mitte – 308: – Linden Mitte – Hattingen-Winz-Baak – Hattingen Mitte 318: – Linden Mitte – Bochum-Dahlhausen | 15 min 7/8 min (Bochum Hbf–Linden)                            |
| 310     | Bochum-Wattenscheid Höntrop Kirche – Stahlhausen Wattenscheider Str. – U Bochumer Verein/Jahrhunderthalle – U Rathaus (Süd) – U Bochum Hbf – U Lohring – Altenbochum Kirche – Bochum-Laer Mitte – Mark 51° 7 – Langendreer Markt – Witten, Crengeldanz – Witten, Marienhospital – Witten Rathaus –Witten, Bahnhofstraße – Witten, Heven Dorf | 30 min                                                        |
| 316     | Wanne-Eickel Hbf – Eickel Kirche – Eickel Auf der Wenge – Bochum-Hofstede – Hamme Amtsstr. – Bochum Rathaus – U Bochum Hbf – U Planetarium – Vonovia Ruhrstadion – Harpen – Gerthe Heinrichstr. | 15 min (zur HVZ)                                              |

### Busverkehr

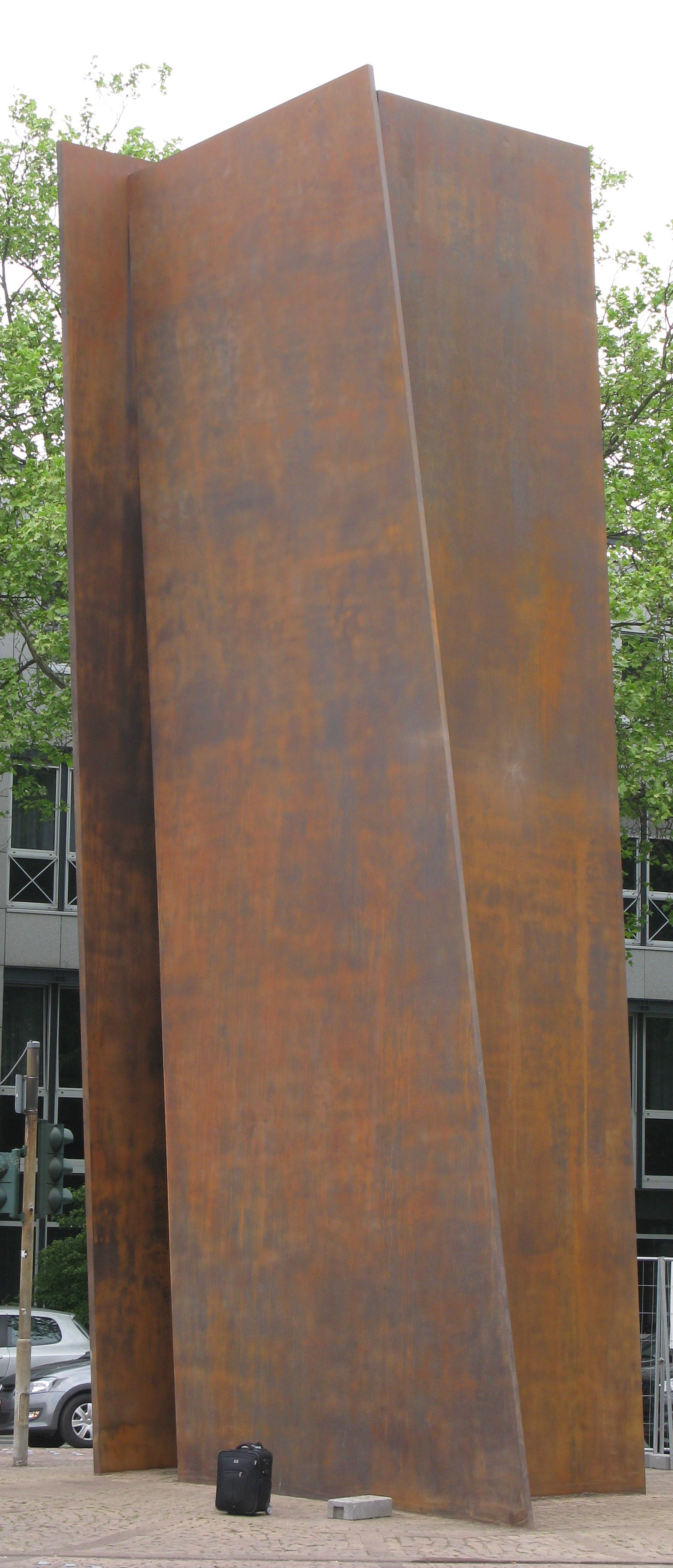
Terminal von Richard Serra

Auf dem nach Kurt Schumacher benannten Bahnhofsvorplatz befindet sich der Busbahnhof für den Stadtverkehr.
Ergänzend gibt es im direkten Bahnhofsumfeld weitere Haltestellen:
- Bochum Hbf/Boulevard auf der Massenbergstraße
- Buddenbergplatz am Südausgang des Bahnhofs
- Private Fernbusse nutzen die Haltestellenanlage an der Wittener Straße

| Linie | Verlauf | Takt                                                                 |
| ----- | --- | -------------------------------------------------------------------- |
| SB37  | Bochum Hbf – Schauspielhaus – Bochum-Wiemelhausen – Bochum-Stiepel – Hattingen-Welper – Hattingen Mitte – Niedersprockhövel Kirche – Haßlinghausen Busbahnhof – Schwelm Bf – Ennepetal Busbahnhof | 30 min (Bochum–Haßlinghausen) 60 min (Haßlinghausen–Ennepetal)       |
| 336   | Dortmund-Lütgendortmund – Brücke Ruhr-Park – Bochum-Harpen – Bochum-Grumme – Planetarium – Bochum Rathaus – Bochum Hbf | 30 min                                                               |
| 339   | Ruhr-Universität – BO-Querenburg – Markstr. – Wiemelhausen – Lohring – Bochum Hbf – Bochum Rathaus – Planetarium – Grumme – Harpen – Ruhr-Park | 30 min                                                               |
| 345   | Bochum-Dahlhausen – Dahlhausen Im Berge – Oberdahlhausen – Eppendorf Mitte – Stahlhausen Wattenscheider Str. – Bochumer Verein/Jahrhunderthalle – Bochum West Bf – Bochum Rathaus – Bochum Hbf – Oskar-Hoffmann-Str. – Wasserstr. – Altenbochum Kirche – Laer Mitte – Bochum-Werne – Bochum-Langendreer West – Langendreer Amt – Knappschaftskrankenhaus     | 30 min                                                               |
| 349   | Bochum Hbf – Oskar-Hoffmann-Str. – Wasserstr. – Wiemelhausen – Mark – Weitmar Blankensteiner Str. / Stiepel Haarstraße | 30 min                                                               |
| 350   | Bochum Hbf – Schauspielhaus – Stiepel Haarstr. – Stiepel Dorf – Haus Kemnade – Burg Blankenstein – HAT-Blankenstein – Welper – Hattingen Mitte | 15 min                                                               |
| 353   | Castrop Münsterplatz – Bochum-Gerthe – Hiltrop – Grumme – Bochum Rathaus – Bochum Hbf – Oskar-Hoffmann-Str. – Schauspielhaus – Wiemelhausen – Weitmar | 30 min (Castrop–Gerthe) 15 min (Gerthe–Weitmar)                      |
| 354   | (Bochum-Riemke, Zillertal – Rensingstraße ) / Keplerweg – Riemke Markt – Planetarium – Bochum Hbf – Oskar-Hoffmann-Str. – Haupteingang Bergmannsheil – Weitmar – Sundern | 30 min                                                               |
| 355   | Bochum-Dahlhausen – Dahlhausen Im Berge – Oberdahlhausen – Eppendorf Mitte – Bärendorf – Bergmannsheil – Bochum-Ehrenfeld – Bochumer Verein/Jahrhunderthalle – Bochum West Bf – Bochum Rathaus – Bochum Hbf – Lohring – Laer Mitte – Bochum-Werne – Bochum-Langendreer West – Langendreer Amt – Knappschaftskrankenhaus – Sportplatz Papenholz               | 30 min                                                               |
| 356   | Bochum Hbf – Oskar-Hoffmann-Str. – Wasserstr. – Steinkuhl Alte Markstr. – Querenburg, Ruhr-Universität | 30 min                                                               |
| 365   | Bochum Hbf – Bochum Rathaus – Schauspielhaus – Bergmannsheil – Werk Eickhoff – Bärendorf – Weitmar Mitte – Munscheid – Eppendorf In der Mark – WAT-Höntrop – Höntrop Kirche – Wattenscheid Bf – Wattenscheid August-Bebel-Platz (← Leithe) – Wattenscheid, Ottostr.                                                                                          | 30 min                                                               |
| 368   | Wanne-Eickel Hbf − Eickeler Bruch – Röhlinghausen – Bochum-Hordel – Hamme – BO Präsident Bf – Bochum Rathaus – Bochum Hbf – Lohring – Altenbochum – Kornharpen – Ruhr-Park/UCI | 15/30 min (Ruhr Park/Bochum Hbf–Hordel) 30 min (Hordel–Wanne-Eickel) |
| NE1   | Bochum Hbf → Bochum Rathaus → Bochum West Bf → Bochum-Ehrenfeld → Bochum-Wattenscheid-Mitte, August-Bebel-Platz → Bochum-Hordel → Bochum-Hamme Amtsstr. → Feldsieper Str. → Bochum-Grumme, Vierhausstraße → Bochum Hbf | 60 min                                                               |
| NE2   | Bochum Hbf – Grumme – Hiltrop – Gerthe – Kirchharpen – Kornharpen – Ruhr Park/UCI – Grumme – Bochum Hbf | 60 min                                                               |
| NE3   | Bochum Hbf – Altenbochum – Laer Mitte / Sutumer Str. – (Werne Mitte → Werne Amt → Bochum-Langendreer →) / (← BO-Langendreer West ← Kaltehardt) – Langendreer Markt | 60 min                                                               |
| NE4   | Bochum Hbf – Wiemelhausen – Stiepel – HAT-Welper – Hattingen Mitte – Niedersprockhövel Kirche – Haßlinghausen Busbahnhof - Schwelm Bf | 60 min                                                               |
| NE5   | Bochum Hbf – Bochumer Verein/Jahrhunderthalle – Stahlhausen Wattenscheider Str. – (Engelsburg →) / (← Bärendorf) – Eppendorf Mitte – Oberdahlhausen – Dahlhausen Im Berge – Bochum-Dahlhausen | 60 min                                                               |
| NE 6  | Bochum Hbf → Bochum Rathaus → Bochum West Bf → Ehrenfeld → Höntrop Kirche → Wattenscheid Bf → Bochum-Wattenscheid August-Bebel-Platz → Westenfeld → Bochum-Eiberg Zilleweg → Höntrop Gerdes Feld → Wattenscheid-Höntrop → Höntrop Kirche → Ehrenfeld → Bochum West Bf → Bochum Rathaus → Bochum Hbf In der Nacht zum Samstag, zum Sonntag und vor Feiertagen | 60 min                                                               |
| NE7   | Bochum Hbf – Steinkuhl – Querenburg – Ruhr-Universität – Hustadt – Weitmar – Wiemelhausen – Bochum Hbf | 60 min                                                               |
| NE8   | Bochum Hbf – Wiemelhausen – Weitmar – Hustadt – Querenburg – Ruhr-Universität – Steinkuhl – Bochum Hbf | 60 min                                                               |
| NE10  | Bochum Hbf – BO-Wattenscheid – Gelsenkirchen Hbf – Schalke – Gelsenkirchen-Buer Rathaus | 60 min                                                               |

## Geschichte

### Bergisch-Märkischer Bahnhof

Bahnhof Bochum Süd, circa 1910

Der alte Hauptbahnhof entstand aus dem Bahnhof der Bergisch-Märkischen Eisenbahn-Gesellschaft, die mit ihrer Bahnstrecke Witten/Dortmund–Oberhausen/Duisburg zu Beginn der 1860er Jahre die erste Eisenbahnstrecke durch das Bochumer Stadtgebiet in Betrieb nahm.
Am südwestlichen Rand des historischen Stadtkerns, nördlich des entstehenden Stadtviertels Ehrenfeld gelegen, befand er sich in günstiger Position zu den wichtigen Schwerindustriebetrieben wie den Stahlwerken des Bochumer Vereins oder verschiedenen Kohlenzechen (zum Beispiel Zeche Engelsburg und Zeche Friederika). Der Zugang für Passagiere war durch die Randlage aber nicht ideal, außerdem waren die Platzverhältnisse im Bochumer Gleisdreieck zwischen der Hauptstrecke und der abzweigenden, 1870 eröffneten Strecke nach Herne-Rottbruch sowie der Königsallee angesichts des steigenden Verkehrsaufkommens unzureichend.
Nach der Verstaatlichung der großen Eisenbahngesellschaften durch den preußischen Staat wurde dem Bergisch-Märkischen Bahnhof der Name Bahnhof Bochum Süd zugeordnet, um ihn von Bahnhof Bochum der Rheinischen Eisenbahn-Gesellschaft zu unterscheiden. Letzterer liegt östlich der Innenstadt und bekam den Namen Bochum Nord. Aus Bochum Süd wurde in den 1910er Jahren schließlich der alte Bochumer Hauptbahnhof.

### Alter Hauptbahnhof
Der ursprüngliche Bochumer Hauptbahnhof befand sich einige hundert Meter weiter westlich des heutigen Hauptbahnhofs an der Königsallee. Schon in den 1930er-Jahren gab es Planungen für einen großflächigen Umbau oder einen neuen Hauptbahnhof, da der vorhandene Bahnhof zwischen bestehenden Gleisen und Firmen eingekreist war und sich städtebaulich nicht weiterentwickeln konnte.
Im Zweiten Weltkrieg wurde der Bahnhof zu einem wichtigen Ziel der alliierten Bomber, nahezu alle großen Anschlussgleise gingen zu Firmen, die an der Rüstungswirtschaft beteiligt waren. Das Empfangsgebäude und zahlreiche Gleise wurden bei dem britischen Bombenangriff vom 4. November 1944 nahezu vollständig zerstört, wie auch große Teile der Innenstadt Bochums.
Der Wiederaufbau wurde von der Stadtplanung dazu genutzt, den Grundriss der Innenstadt und die Führung einiger Hauptverkehrsstraßen im Sinne der autogerechten Stadt zu verändern, um eine zuvor nicht erfolgte Anpassung an die stark gestiegene Einwohnerzahl zu erreichen. Der in seiner alten Lage nicht mehr erweiterbare Hauptbahnhof sollte näher an die Innenstadt verschoben werden.

### Katholikentagsbahnhof

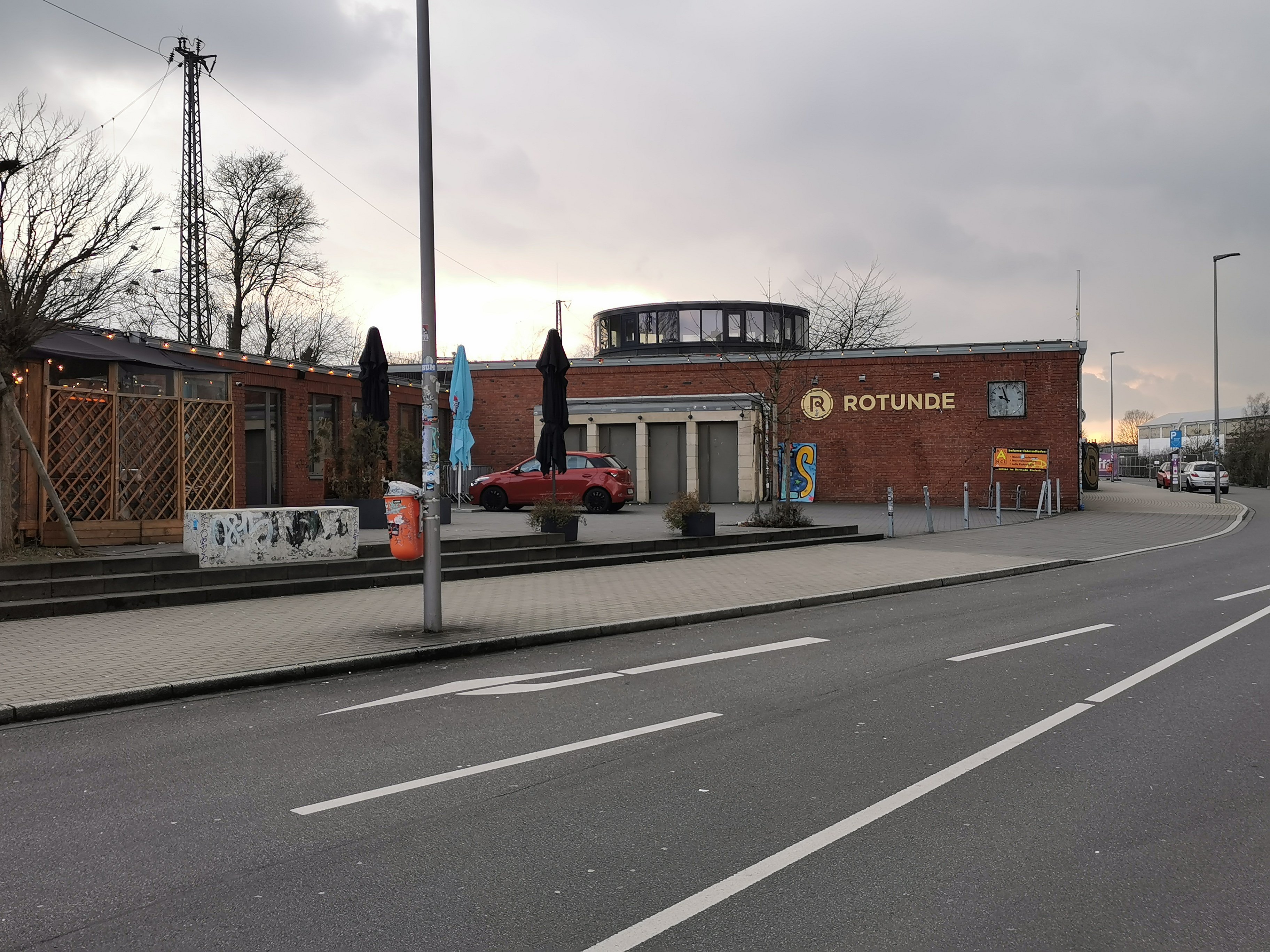
Das Gebäude 2023

Um den Bau des neuen Hauptbahnhofes möglichst ungestört durchführen zu können, wurde an Stelle des zerstörten Empfangsgebäudes rechtzeitig zum 73. Deutschen Katholikentag 1949 ein Katholikentagsbahnhof genanntes Provisorium errichtet. Er befindet sich westlich des heutigen Hauptbahnhofs an der Viktoriastraße. Das heute unter Denkmalschutz stehende Gebäude wurde nach der Eröffnung des jetzigen Hauptbahnhofes bis etwa 1994 von der Deutschen Bundesbahn als Schulungsstätte genutzt und verfiel in den Folgejahren. Seit 2010 ist es ein Club unter dem Namen Rotunde.

### Neuer Hauptbahnhof

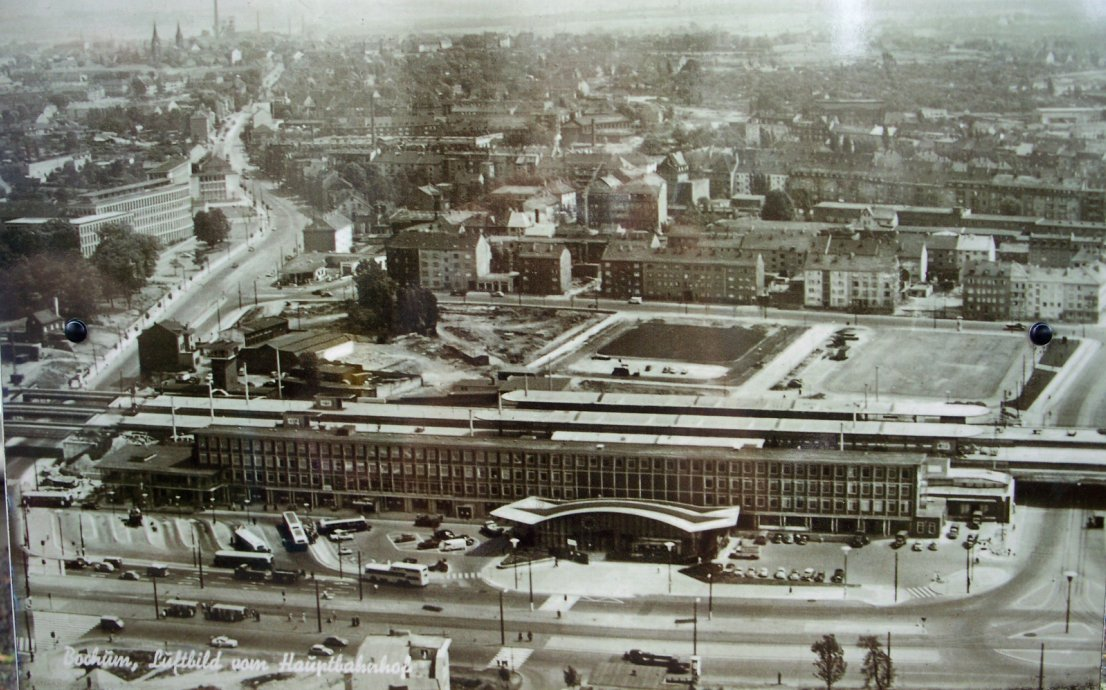
Luftbild des neuen Hauptbahnhofes Ende der 1950er

Schwerpunkt und Grundlage der Neuordnung und des Wiederaufbaus der Innenstadt war die Verlegung des Hauptbahnhofes um etwa 650 Meter in Richtung Osten. Der neue Standort sollte einen guten Zugang zu den wichtigen Einrichtungen einer Großstadt bieten.
Auch andere Standorte kamen für den neuen Bahnhof in Betracht. Gesucht war ein Platz, der zentral lag und genügend Raum für die Haltestellen der Straßenbahnen und Busse bot. Man entschied sich nach sorgfältiger Abwägung aller Gesichtspunkte für den heutigen Standort.
Der Neubau des Bahnhofes war auch die Grundlage für die Veränderung des innerstädtischen Verkehrssystems. Das gesamte Straßennetz wurde auf den Bahnhof ausgerichtet. Der Massenverkehr kann nun schnell abfließen, da er an zwei Ausfallstraßen Richtung Süden liegt und durch den Innenring an alle anderen wichtigen Straßen angeschlossen ist.
Der neue Hauptbahnhof sollte Besuchern einen Eindruck vom Bochumer Geschäftsleben vermitteln. So wurden in seinem Umfeld, z. B. in der Huestraße, hochwertige Läden angesiedelt. Die Huestraße verbindet Bahnhof und Stadtzentrum mit allen bedeutenden städtischen Einrichtungen. Berufsschulen, Industrie- und Handelskammer, die Verwaltung der Stadtwerke sowie die Hauptpost liegen in unmittelbarer Nähe.

#### Bauarbeiten
Nach einem Ratsbeschluss vom Juni 1953 nahm im Februar 1954 das Projekt „Verlegung des Bahnhofs Bochum Hbf“ seinen Anfang. Die Verlegung der Bahnanlagen und die Errichtung des Empfangsgebäudes sind als zwei getrennte Abschnitte zu sehen.
Sämtliche Gleise und Signale mussten verlegt und an das neu zu errichtende Stellwerk angeschlossen werden. Dieses Relaisstellwerk war technisch auf der Höhe der Zeit, die Durchführung des Zugbetriebs konnte so wesentlich rationalisiert werden. Während der gesamten Bauarbeiten konnte der Fahrbetrieb aufrechterhalten werden. Es wurden insgesamt 250 000 Kubikmeter Boden bewegt, um die Höherlegung des Bahndammes um mehr als vier Meter auf 2,1 Kilometer Länge zu realisieren.
Am heutigen Standort der Bahnanlagen befand sich früher die Scharpenseel-Brauerei. Sie wurde im Krieg völlig zerstört. Weiter lagen dort auf einem Hügel Schrebergärten und ein Friedhof, auf dem sich christliche und jüdische Gräber befanden. Die circa 800 Gräber wurden verlegt, der Hügel abgetragen.
Zunächst wurden die großen Bauwerke errichtet. Hierzu gehören zwei Straßenunterführungen mit zehn Gleis- und zwei Bahnsteigbrücken, Personen-, Gepäck- und Posttunnel und die Stützmauer zwischen den Bahnsteigen und dem Gebäude.
Durch Probebohrungen ging man Gerüchten nach, dass sich unter dem Bauplatz Luftschutzbunker befinden sollten. In einem Eimer stehend ließen sich Arbeiter durch einen nur einen Meter Durchmesser aufweisenden Schacht in das Stollensystem hinab. Sie entdeckten verzweigte Gänge von etwa 150 Meter Länge, die teils erst im Rohbau standen, teils bereits ausgemauert waren. Es fanden sich dort Bänke und Stühle, aber auch Schuhe und Kleider, die die Benutzer nach der letzten Entwarnung vergessen hatten. Diese Gegenstände wurden, so berichtet der Chronist, dem Fundbüro übergeben. Die Bunker verfüllte man mit Beton.

#### Empfangsgebäude
Der erste Spatenstich erfolgte im Februar 1954. Am 12. Oktober 1955 fand die feierliche Grundsteinlegung für das Empfangsgebäude statt. In einer Kupferhülle wurden im westlichen Keller Bilder der alten Bochumer Bahnhöfe, ein Modell des neuen Bahnhofes sowie Fahrkarten von Bochum nach Hamburg, München (Rückfahr-karten!) und Bonn eingemauert. Auch drei Bochumer Zeitungen vom 12. Oktober 1955 fanden dort ihren Platz.
Der Platz für das Empfangsgebäude war durch die zulaufenden Straßen und den Bahnkörper begrenzt. Der Architekt H. Ruhl, damals erst 22 Jahre alt, hatte die Aufgabe, das sehr schmale und lange Baugrundstück optimal zu nutzen. Er entschied, das Gebäude sich durch die Länge und nicht durch Höhe gegen die schon neu errichteten Häuser der Nachbarschaft behaupten zu lassen. Der Forderung der Stadtplaner nach wechselnden Gebäudehöhen wird zum Beispiel im Vergleich mit der Bauweise der Berufsschulen Rechnung getragen.
Die verwendete Stahlbetonskelettbauweise wäre für die Geschossanzahl nicht nötig gewesen, bot aber die Möglichkeit, den Erdgeschossbereich großflächig zu verglasen.
Eine erste Planung sah den Bau eines Glasdaches über der Halle und eines Hubschrauberlandeplatzes auf dem Gebäude vor. Das war den Stadtplanern und der Eisenbahndirektion wohl doch zu futuristisch, und sie entschieden sich für die heutige Form. Das langgestreckte Gebäude kann als architektonischer Ausdruck eines sich in rasanter Fahrt befindenden Zuges gesehen werden.

##### Linker Gebäudeteil
34.000 m³ umbauter Raum waren weit mehr, als die Eisenbahnverwaltung an Platz benötigte. Zusätzlich wurden im linken Teil ein Hotel, ein Café und ein Kino geplant. Dies waren für die damalige Zeit neue Wege der Nutzung eines Bahnhofes. Die gläserne Kanzel des Bahnhofscafes wird von fragilen Stützen getragen und ragt aus dem Hauptbaukörper heraus.

##### Die Vorhalle
Der streng orthogonale, aber lichte Haupttrakt wird spannungsvoll ergänzt durch den organischen Schwung des schmetterlingsförmigen Vordaches, der sich auch in den Bahnsteigüberdachungen wiederfindet. Vorbild soll der Bahnhof Roma Termini gewesen sein. Das Vordach hat eine Breite von 46,50 Meter und ist 24 Meter tief, bei einer Masse von 600 Tonnen.
Die großzügige Verwendung von Glasflächen in der Halle und das Hervorspringen der Vorhalle aus dem Hauptgebäude stellten eine optische Verbindung und eine Zuwendung zur Stadt her. Diese Gedanken wurden durch Einbauten und den Treppenabgang zur Stadtbahn nachträglich verwischt und erst später wieder herausgearbeitet.

##### Rechter Gebäudeteil
Im rechten Teil des Gebäudes fanden die Gepäck- und Expressgutannahme ihren Platz. In den darüberliegenden Geschossen wurden Büros der Bahn untergebracht. Der gesamte Haupttrakt besteht aus vier Geschossen, hat eine Länge von 146 Meter, eine Tiefe von 14,4 Meter und einen umbauten Raum von 34.000 m³. Das Gebäude wurde von 1954 bis 1957 unter der Leitung von Wilhelm Bangen errichtet.
Am 30. Mai 1957 nahm man den provisorischen Betrieb auf. Um 4:25 Uhr fuhr der erste Zug. Drei Tage später, am 2. Juni 1957, feierte Bochum die Elektrifizierung der Strecke mit Verkehrsminister Seebohm.

### Umbauten

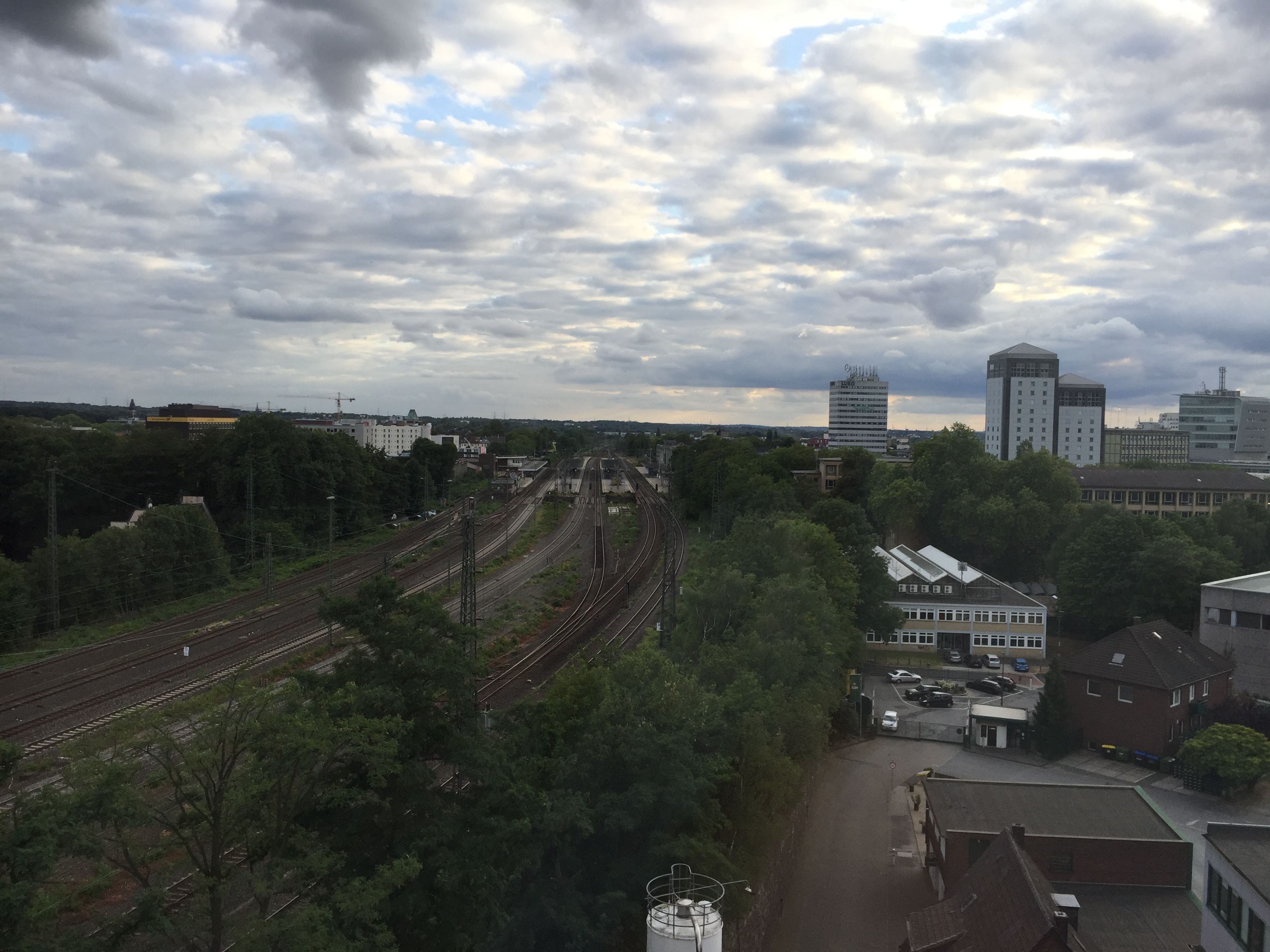
Der Bochumer Hauptbahnhof von der Moritz-Fiege-Brauerei gesehen

Nach der Eröffnung 1957 folgte Ende der 1970er Jahre der erste große Umbau des Bahnhofs. Dieser bestand aus drei Elementen:
- Bau der S-Bahnlinie 1. Hierzu wurde der südlichste Bahnsteig, für den beim Neubau bereits Platz gelassen worden war, mit den Gleisen 7 und 8 errichtet. Gleis 7 war zuvor von Güterzügen genutzt worden und hatte keine Bahnsteigkante; der Stellwerksturm hatte frei gestanden.
- Bau einer Verbindungskurve zur Strecke nach Herne. Bis 1979 verkehrten die Züge aus Langendreer nach Herne über den Bahnhof Bochum Nord. Mit Errichtung der Riemker Kurve wurden diese Züge ab 1979 in den Hauptbahnhof eingeführt, der Abschnitt nach Langendreer wurde ab 1983 von der S-Bahn übernommen. Am nördlichsten Bahnsteig wurde das kurze Stumpfgleis 1 angelegt, damit die hier endenden Züge nicht das weiterhin vom Güterverkehr durchfahrene Gleis 2 belegen müssen. Die Linie, die diese Verbindungskurve befährt, trägt heute den Namen Glückauf-Bahn.
- Bau der unterirdischen Stadtbahnanlagen. Für eine schienenfreie Innenstadt[11] wurde in offener Bauweise auf drei Ebenen unter dem Empfangsgebäude und dem Kurt-Schumacher-Platz ein aus zwei Geschossen bestehender Turmbahnhof mit darüber liegender Verteilerebene errichtet. Bei der Wiederherstellung des Platzes wurden der Zentrale Omnibusbahnhof neu gestaltet und die Gleise der Bochumer Straßenbahn entfernt.[12] Das Erscheinungsbild des Foyers wurde durch einen vorgesetzten Treppenabgang zur Verteilerebene verändert. Im Zuge dieser Baumaßnahme wurden auch der Hintereingang und der Buddenbergplatz vollständig umgebaut.

In den Jahren 2004 bis 2006 wurde das Empfangsgebäude einschließlich der Zugangsanlagen und Bahnsteige während des laufenden Betriebes umfassend renoviert und im Inneren neu gestaltet. Offizielle Eröffnung nach Abschluss der Arbeiten war am 29. Mai 2006. Auch der Bahnhofsvorplatz wurde modernisiert, die Zuwendung zur Innenstadt über die Hauptverkehrsstraße hinweg wieder stärker betont.
Für Sehbehinderte gibt es einen taktilen Bahnhofslageplan.

### DB-Stellwerk
Das Gebäude des ehemaligen Stellwerks Bhf steht am S-Bahnsteig zwischen den Gleisen 7 und 8. Die Deutsche Bundesbahn nahm es 1957 zusammen mit dem neuen Bahnhof in Betrieb. Es war mit der damals aktuellen Drucktasten-Technik des Herstellers Siemens ausgestattet. Nach Umbauten in den 1970er Jahren wurden von hier aus zusätzlich das Stellwerk Wf am Bahnhof Wattenscheid sowie die Bahnhofsteile Bochum-Eppendorf und die 1979 eröffnete Strecke nach Bochum-Riemke ferngesteuert. Im September 2008 stellte die DB Netz AG ein neues Stellwerk mit der Bezeichnung „ESTW Bochum Nord 2. Baustufe“ in Dienst und nahm Bhf außer Betrieb.